# ヌポ
ヌポ（ノポ、Noh Poe, Nu Po)、　カレン語：小さな湖）は、タイ王国、ターク県、ウムパーン郡、に位置する難民キャンプ。
1997年に設置され、ミャンマー政府とカレン民族同盟（KNU）による内戦の難民となったカレン人が居住 。　キャンプには周囲に柵が巡らされ、外出には地域政府の許可が必要。
2009年、ミャンマーの国境に面するコーカレイク（Kawkareik）で、カレン民族同盟 と ビルマ・民主カレン仏教徒軍 (DKBA)の連合軍との戦いが勃発。

## 参照
1. ↑  http://www.irrawaddy.org/print_article.php?art_id=4647 Karen kids seek good education in refugee camp schools, May 2005
2. ↑  http://www.khrg.org/khrg2009/khrg09b1.html DKBA soldiers burn down huts, detain villagers and loot property in Thailand, January 20, 2009